# Démographie du Koweït
La démographie du Koweït est l'ensemble des données et études concernant la population du Koweït à toutes les époques. Ces données sont notamment calculées par le Bureau central de statistique du Koweït (en anglais : Kuwait Central Statistical Bureau), qui rapporte une population de 4 464 521 habitants en 2020 dont près de 70% est issue de l'immigration et n'a pas la nationalité koweïtienne.

## Estimation de la population immigrée au Koweït
| Pays d'origine                              | 2020      |
| ------------------------------------------- | --------- |
| Population totale au Koweït                 | 4 464 521 |
| Estimation totale de la population immigrée | 3 110 159 |
| Inde                                        | 1 152 175 |
| Égypte                                      | 421 025   |
| Bangladesh                                  | 380 046   |
| Pakistan                                    | 339 033   |
| Philippines                                 | 196 910   |
| Indonésie                                   | 107 953   |
| Yémen                                       | 70 672    |
| Jordanie                                    | 54 688    |
| Soudan                                      | 49 399    |
| Sri Lanka                                   | 39 667    |
| Émirats arabes unis                         | 26 760    |
| Népal                                       | 24 607    |
| Syrie                                       | 23 156    |
| Palestine                                   | 15 465    |
| Turquie                                     | 13 342    |
| Liban                                       | 12 512    |
| Royaume-Uni                                 | 10 191    |
| France                                      | 5 218     |
| États-Unis                                  | 5 167     |
| Érythrée                                    | 5 127     |
| Nigeria                                     | 4 817     |
| Syrie                                       | 4 073     |
| Éthiopie                                    | 3 899     |
| Somalie                                     | 3 436     |
| Maroc                                       | 3 032     |
| Afghanistan                                 | 2 896     |
| Arabie saoudite                             | 2 252     |

## Évolution de la population

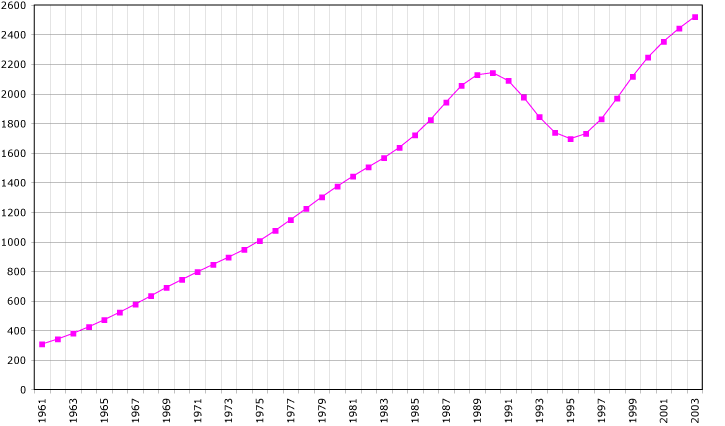
Évolution démographique

Le pétrole, qui fut découvert dans l'émirat en 1938 et commença à être exporté en 1946, a transformé en quelques décennies la démographie du Koweït. La structure de la population, alors marquée par son jeune âge, ne permettait qu'à une petite partie de la population de participer activement au processus de développement, le recours à l’immigration fut donc privilégié. La population du pays passe de 206 473 habitants lors du premier recensement en 1957 à 1 695 128 habitants lors de celui de 1985. En 2020, la population résidente dans le pays est estimée à 4 464 521 habitants et comprend 1 365 171 koweïtiens et 3 099 350 non-koweïtiens qui représentent près de 70% de la population totale.

## Natalité
Évolution du taux de natalité (naissances pour 1000 habitants) depuis 2009 :
| Année                                      | Koweïtiens | Étrangers | Total |
| ------------------------------------------ | ---------- | --------- | ----- |
| 2009                                       | 32,2       | 15,1      | 21,9  |
| 2010                                       | 31,9       | 14,8      | 21,5  |
| 2011                                       | 30,2       | 12,5      | 18,8  |
| 2012                                       | 30,1       | 12,0      | 18,3  |
| 2013                                       | 28,7       | 11,4      | 17,2  |
| 2014                                       | 29,1       | 10,4      | 16,3  |
| 2015                                       | 27,5       | 9,3       | 14,9  |
| Source : Kuwait Central Statistical Bureau |            |           |       |

## Politique ethnico-nationaliste
Depuis l'arrivée au pouvoir en 2023 du prince héritier Mechaal al-Ahmad al-Jaber al-Sabah, à l'âge de 83 ans, une vague massive de déchéance de nationalité est orchestrée. En 6 mois, elle a touché 42 000 ressortissants du Koweït (3 % de la population). La mesure concerne notamment les épouses de Koweïtiens, naturalisées par le mariage. Comme le pays n’autorise pas la binationalité, les déchus deviennent apatrides. Ils n'ont alors plus accès aux soins hospitaliers gratuits, ne peuvent inscrire leurs enfants à l’école publique, avoir accès aux généreuses prestations sociales versées par cette riche pétromonarchie, ni posséder de terres. Ces apatrides viennent s'ajouter à l'importante communauté bidoune (300 000 individus).
Cette campagne de déchéance de nationalité est justifiée par un discours xénophobe (sanction des criminels étrangers et des profiteurs illégitimes des aides sociales). De même, selon le ministre de l'Intérieur, Cheikh Fahad al-Yousef, ces étrangers génèrent des « confusions de lignage  »,.